# Krajský úřad

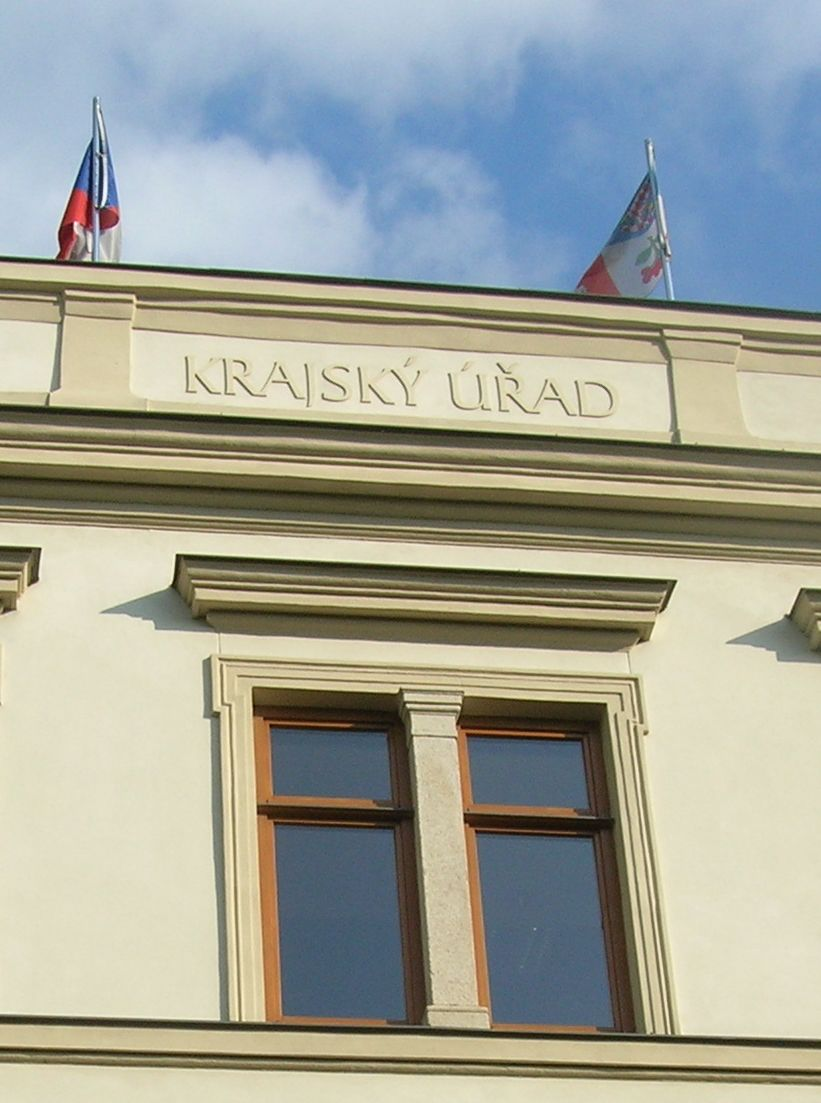
Detail z průčelí budovy jihlavského krajského úřadu.

Krajský úřad je jedním z orgánů kraje (vedle zastupitelstva kraje, rady kraje, hejtmana kraje a zvláštního orgánu kraje). Krajské úřady jsou dnes neopominutelným článkem veřejné správy.
Krajský úřad nemá na rozdíl od samotného kraje právní subjektivitu.

## Působnost
Krajský úřad plní úkoly v samostatné působnosti uložené mu zákonem, zastupitelstvem kraje a radou kraje a napomáhá činnosti výborů a komisí. Dále vykonává zákonem stanovenou státní správu (přenesená působnost).

### Příklady agend v samostatné působnosti
- příprava materiálů pro jednání rady kraje a zastupitelstva kraje, poskytování informací, spolupráce s médii, vydávání věstníku kraje, personální věci, vyjadřování k návrhům státních orgánů, které se dotýkají působnosti kraje, rozpočetnictví kraje, správa jeho majetku, zpracovávání koncepcí a strategií pro všestranný rozvoj území kraje a pro potřeby občanů kraje, vykonávání zřizovatelských funkcí ve vztahu ke krajským organizacím včetně jmenování a odvolávání jejich ředitelů, poskytování grantů a dotací, agendy související s čerpáním prostředků ze strukturálních fondů.

### Příklady agend v přenesené působnosti
- poskytování informací, organizování integrovaného záchranného systému na území kraje, státoobčanská řízení (žádosti o udělení státního občanství, žádosti o osvědčení státního občanství), volební agendy, matriky, vidimace, legalizace, evidence obyvatel, občanské průkazy, cestovní doklady, registrace zájmových sdružení právnických osob a dobrovolných svazků obcí

- dozor nad výkonem přenesené působnosti obcí, přezkoumávání rozhodnutí ve věcech přestupků a jiných správních deliktů, poskytování metodické pomoci obcím,

- státní správa na úseku pohřebnictví, veřejných sbírek, ochrany přírody a krajiny, ochrany evropsky významných lokalit, na úseku obchodování s ohroženými druhy, posuzování vlivu na životní prostředí, státní správa na úseku odpadů,

- státní správa lesů, myslivosti, uvádění reprodukčního materiálu do oběhu, rybářství, vodovodů a kanalizací, vodního hospodářství, státní správa na úseku zemědělství, státní správa na úseku územního plánování a stavebního řádu, památkové péče, státní správa na úseku státního odborného dozoru v dopravě,

- státní správa na úseku školství (dlouhodobý záměr, výroční zpráva, školský rejstřík, přezkoumávání rozhodnutí ředitelů škol a školských zařízení, např. o přijetí ke vzdělávání v mateřské škole, střední škole, o stanoveném ošetřovném, přezkoumávání maturit, závěrečných zkoušek, absolutorií, stanovení jiného způsobu plnění povinné školní docházky, stanovování krajských normativů, nostrifikace, …),

- státní správa na úseku sociálních věcí (dávky státní sociální podpory, dávky sociální péče, příspěvku na péči, sociálně-právní ochrany dětí, náhradní rodinné výchovy), rozhodování o návrzích na přezkoumání lékařských posudků o zdravotní způsobilosti nebo posudků ve věcech pracovní neschopnosti.

## Vnitřní poměry

### Členění
Krajský úřad se ze zákona člení na odbory a oddělení. Oborová působnost jednotlivých odborů částečně odráží působnost ministerstev (odbor životního prostředí a zemědělství, odbor školství, mládeže, sportu a tělovýchovy, odbor pro místní rozvoj), částečně je tato působnost určena vyčleněnou agendou přenesenou na krajský úřad (odbor krajského živnostenského úřadu), zřízení zbylých odborů vyplývá z konkrétních potřeb kraje jako právnické osoby (odbor majetkový, odbor ekonomický, odbor kontroly, odbor interního auditu, odbor kanceláře hejtmana, odbor kanceláře ředitele), někdy velmi specifických (odbor průmyslové zóny TRIANGLE).

### Složení
Krajský úřad tvoří ředitel a zaměstnanci kraje zařazení do krajského úřadu. V čele krajského úřadu stojí ředitel; i ten je zaměstnancem kraje. Ředitel odpovídá za plnění úkolů svěřených krajskému úřadu v samostatné i přenesené působnosti. Do funkce ho jmenuje (resp. odvolává) hejtman s předchozím souhlasem ministra vnitra.
V čele jednotlivých odborů a jejich oddělení stojí vedoucí. Vedoucí odborů jmenuje a odvolává na návrh ředitele rada kraje.
Pracovněprávní vztahy zaměstnanců kraje se řídí zejména zákoníkem práce a zákonem o úřednících územních samosprávných celků (zákon č. 312/2002 Sb.).